# 瓜拉萨伊
瓜拉萨伊是巴西圣保罗州的一个市镇。总面积568.397平方公里，总人口8506人，人口密度15人/平方公里。